# Kodeks Ambrozjański A 147

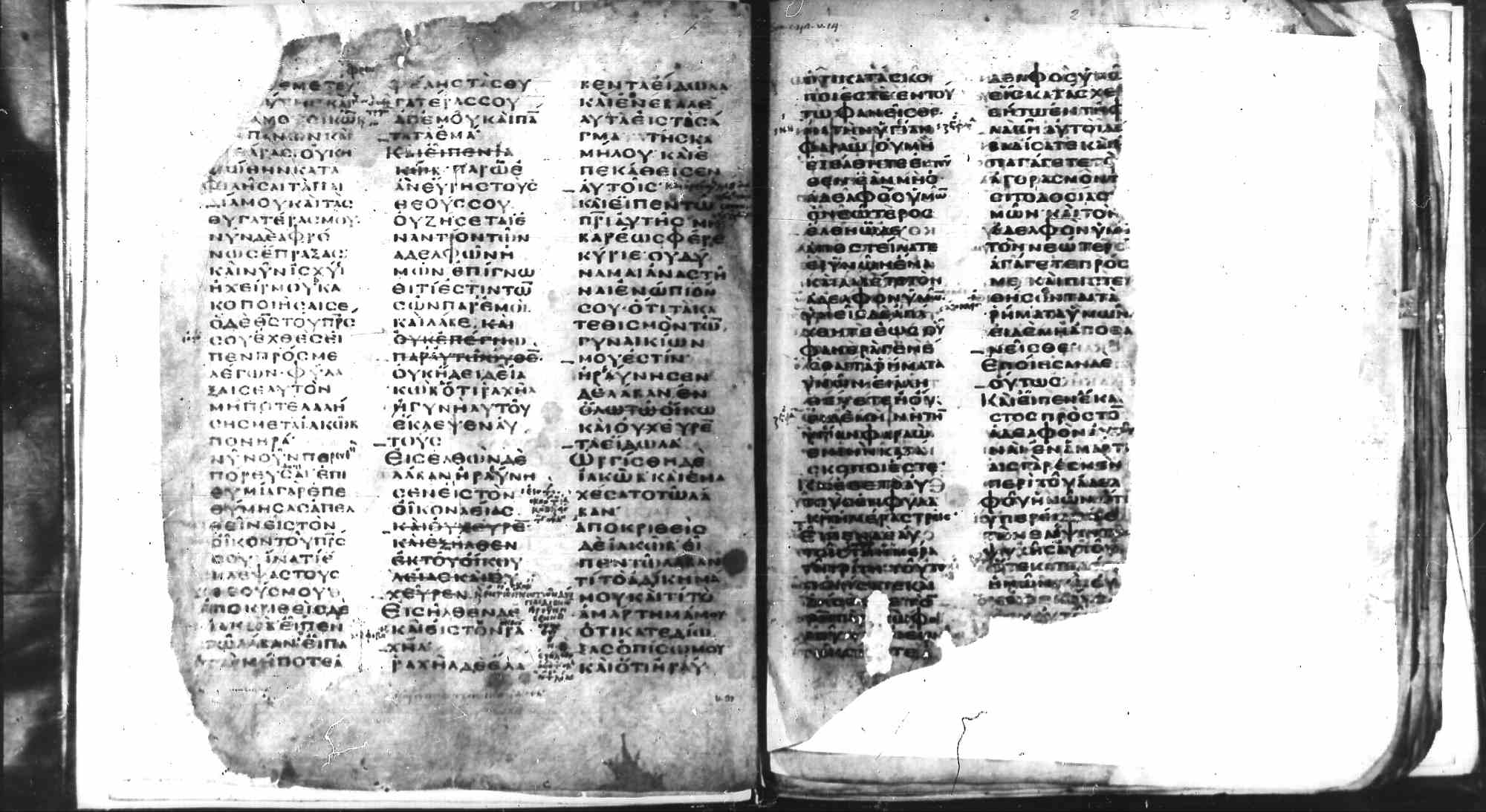
Kodeks Abrozjański A 147

Kodeks Ambrozjański A 147 (Codex Ambrosianus A 147; oznaczany siglum F) – grecki kodeks uncjalny zawierający niekompletny Hexateuch (Rodzaju–Jozuego) w przekładzie Septuaginty, pochodzący z początku V wieku n.e. Przechowywany jest w Mediolanie. Na liście rękopisów Septuaginty według klasyfikacji Alfreda Rahlfsa oznaczony symbolem F.

## Opis kodeksu
Zachowane karty kodeksu przekazują następujące partie tekstu: Rodzaju 31:15—37, 42:14—21, 42:28—46:6, 47:16—48:3, 48:21—50:14, Wyjścia 1:10—8:19, 12:31—30:29, 31:18—32:6, 32:13—36:3, 37:10—do końca księgi, Kapłańska 1:1—9:18, 10:14—do końca księgi. Księga Liczb z lukami. Powtórzonego Prawa 1:1—27:63, 29:14—do końca księgi. Jozuego 1:1—2:9, 2:15—4:5, 4:10—5:1, 5:7—6:23, 7:1—9:27, 10:37—12:12.
Manuskrypt jest napisany na najlepszym i najjaśniejszym dostępnym pergaminie, starannym pismem uncjalnym. Kodeks zawiera 213 kart, o wymiarach 32,5 na 27,3 cm, złożonych w quatro. Karty są zapisane po trzy kolumny na każdej stronie, i po 35 linii w każdej kolumnie. Pismo jest charakterystyczne dla IV-V wieku. Używa liter początkowych, które w połowie swojej szerokości wystają na margines. Często stosuje interpunkcję, w wielu odmianach stosuje też znaki, akcenty i przydechy. Swobodnie dodaje prima manu, przez co jest wyjątkiem wśród wczesnych manuskryptów uncjalnych. 
Kolor atramentu zmienia się po Księdze Powtórzonego Prawa, reszta fragmentów wydaje się być napisana przez innego skrybę. Praca obu kopistów jest sobie współczesna, numeracja całego manuskryptu została dodana przez pierwszego skrybę. Kodeks przeszedł przez ręce dwóch korektorów, zawiera różne notatki i scholia. Został on w znacznym stopniu poprawiony w XI wieku. Używa kilku skrótów oprócz nomina sacra. Zawiera też wiele adnotacji marginalnych napisanych grecką kursywą. Wiele uwag marginalnych pochodzi z Hexapli.

## Historia
Zgodnie z inskrypcją na pustej stronie („ex Macedonia Corcyram advecta, ibique Ill. Card. Fed. Borromaei Bibliothecae Ambrosianae Fundatoris iussu empta eidemque Bibliothecae transmissa sunt”.) manuskrypt został nabyty w Korfu dla kardynała Federigo Boromeusza (1564-1631), założyciela Biblioteki Ambrozjańskiej. Kodeks ten zwrócił uwagę Bernarda de Montfaucona (Diar. Ital., str. 11, Pal. sacr. str. 27, 186). Był kolacjonowany przez Holmesa, ale w sposób niewystarczający. Ceriani dokonał transkrypcji tekstu kodeksu (Mon. sacr. et prof. iii., Mediol. 1864) i uzupełnił go w przedmowę, ale pełna prolegomena które była przewidziana w innym tomie nie ukazała się.

Obecnie rękopis jest przechowywany w Bibliotece Ambrozjańskiej w Mediolanie (A. 147 inf.).